# Maging Sino Ka Man
Maging Sino Ka Man es una serie romántica de acción y drama televisivo filipino de 2023 transmitida por GMA Network. La serie está basada en la película filipina de 1991 del mismo título. Dirigida por Enzo Williams, está protagonizada por Barbie Forteza y David Licauco. Se estrenó el 11 de septiembre de 2023 en la programación de Telebabad de la cadena reemplazando a Voltes V: Legacy.

## Elenco y personajes
elenco principal
- Barbie Forteza como Monique Salazar Santos / Dino[1]
- David Licauco como Ricardo "Cardando" Macario[2]

Reparto de reparto
- Juancho Triviño como Gilberto "Gilbert" Arnáiz[3]
- Faith da Silva como Bettina "Betty" Ramírez[4]
- Mikoy Morales como Libag[4]
- Jean García como Belinda Salazar-Arnaiz / Belinda Salazar-Santos[4]
- ER Ejercito como Franklin "Frank" [4]
- Jeric Raval[5] como Alexander "Alex" Torres
- Jean Saburit como Shonda
- Juan Rodrigo como Miguelito "Miguel" Arnáiz
- Antonio Aquitania como Jonás
- Lluvia Matienzo[4] como Tetay

Elenco invitado
- Tontón Gutiérrez como Georgino "George" Santos
- Al Tantay como Osmundo Salazar
- Paolo Paraiso

## Producción
La fotografía principal comenzó en julio de 2023.

## enlaces externos
- Página web oficial

- Datos: Q121989362